# Антон Радославов
Антон Радославов е български театрален и кино режисьор. Директор на катедра „Актьорско майсторство“ в Гимназия по сценични искуства "Акатамус".

## Биография
Роден е в София през 1968г. Първата му изява в киното е в ролята на Васко от филма „Похищение в жълто“ (1981) на режисьорката Мариана Евстатиева-Биолчева. Учи режисура в НАТФИЗ "Кръстьо Сарафов" в класа на Христо Христов (1998-2003). Режисира редица филми сред които "Теория на грешките" (2003) - документален фим, който е отличен на фестивала "Златен ритон", където печели наградата на БНТ за документално кино. Следва филмът “Едно пътуване до хоризонта"(2006) по разкази на писателя Палми Ранчев. Антон Радославов е автор на множество мюзикъли, последният от които е "Йоан - синът на гърма" – постановка разказваща за живота на Апостол Йоан преди и след срещата му с Христос.

## Филмография
- "Едно пътуване до хоризонта" (игрален филм, 2006, сценарист Палми Ранчев)
- "Теория на грешките" (документален филм, 2003, сценарист Жезко Давидов)